# ヘルマン・グロックナー
ヘルマン・グロックナー（Hermann Glockner、1896年7月23日 - 1979年7月11日）は、ドイツの哲学者。大学教授であり哲学博士であった。フュルト生まれ、ブラウンシュヴァイクにて没する。

## 経歴
グロックナーはフュルト議会議員のセバスチャン・グロックナー（Sebastian Glockner）の息子として生まれた。フュルト高等学校卒業後、ミュンヘン大学・エアライゲン大学、ハイデルベルク大学で哲学を学んだ。
1919年エアライゲン大学にてポール・ヘンゼル博士の下で哲学を学ぶ。1924年にはハイデルベルク大学ハインリッヒ・リッケルト教授の下で才能を見いだされ博士号を取得する。1924年からハイデルベルク大学で講師を務め、1930年に教授になった。また、1933年から1949年の間ギーゼン大学の教授を務めるかたわら、1933年から1937年の間は学部長も務めた。1951年から1964年の間ブラウンシュヴァイク工科大学で教授をつとめた。また1955年以降はブランズウィック科学学会のレギュラーメンバーとなった。グロックナーはドイツのヘーゲル研究者の代表的な人物として評価されている。また、フュルト市から栄誉市民として金メダルを贈呈されており、彼の業績に関する資料はフュルト市が管理保管している。

## グロックナーとナチズム
グロックナーがギーセンへ招聘されたのは、彼の著述『過去数十年におけるドイツ哲学へのセム人の影響との闘い』が「確固としてナチスの世界観に根ざしている」と理解されたためである。1934年、彼はナチス国民社会福祉事業に加入し、同年ドイツ芸術哲学誌の共同発行人となった。
1942年、ナチスドイツ講師同盟（NSDDB）に加入し、NSDAP＝国家社会主義ドイツ労働党に入会申請をしたが、それは却下された。却下の理由は不明である。しかし、恐らく第一次世界大戦の勃発時、彼は語学留学のためスイスに滞在中で即座に兵役に付かずに、スイスで安穏としていたと見なされたためである。
にもかかわらず、グロックナーの哲学はSD（ナチス秘密情報機関）帝国総統親衛隊の「哲学教授に関する書類」の中で『政治的に問題なし』また『ナチズムの諸原理に適合する』と類別されている

## ヘーゲルとグロックナー
グロックナーはヘーゲル研究の大家であり、1927年から1940年までヘーゲルの全２４巻記念刊行版の発行者でもあった。グロックナーは第二次世界大戦戦前の最高のヘーゲル理解者であった。 1941年、彼はドイツ哲学を『他のどの哲学より位階高く、この民族にふさわしく、結びついたものである』と評価し、政治におけるヒトラーの意味と哲学におけるヘーゲルの意義を比較しようと試み、以下のような言葉を残している。
『闘争とはすべての物自体の父である。故に、戦時中や危機に際し、哲学の分野においても、疑うことなく強い生殖能力は発揮されるのである。』

## 論文
- Fr. Th. Vischers Ästhetik in ihrem Verhältnis zu Hegels Phänomenologie des Geistes. L. Voss, Leipzig 1920.
- Die ethisch-politische Persönlichkeit des Philosophen. J.C.B. Mohr, Tübingen 1922.
- Der Begriff in Hegels Philosophie. J.C.B. Mohr, Tübingen 1924.
- Das philosophische Problem in Goethes Farbenlehre. Carl Winter, Heidelberg 1924.
- Hegel, Sämtliche Werke. Frommann, Stuttgart, 1927–1940.
  - Band 21: Die Voraussetzungen der hegelschen Philosophie.
  - Band 22: Entwicklung und Schicksal der hegelschen Philosophie.
- Hegel und seine Philosophie. Carl Winter, Heidelberg 1931.
- Friedrich Theodor Vischer und das 19. Jahrhundert. Junker &. Dünnhaupt, Berlin 1931.
- Johann Eduard Erdmann. Frommann, Stuttgart 1932.
- Wilhelm Busch. Der Mensch, der Zeichner, der Humorist. Mohr, Tübingen 1932.
- Heinrich von Stein. Schicksal einer deutschen Jugend. Mohr, Tübingen 1934.
- Das Abenteuer des Geistes. Frommann, Stuttgart 1938.
- Schiller. Kohlhammer Stuttgart 1941.
- Vom Wesen der deutschen Philosophie. Kohlhammer, Stuttgart 1941.
- Einführung in das Philosophieren. Buchholz & Weißwange, Berlin 1944.
- Identität und Individualität. Nordwestdt. Univ. Ges., Wilhelmshaven 1952.
- Philosophie und Technik. Agis-Verlag, Krefeld 1953.
- Die europäische Philosophie von den Anfängen bis zur Gegenwart. Reclam, Stuttgart 1958.
- Hundert Aussprüche Hegels. Frommann (Holzboog), Stuttgart 1958.
- Gegenständlichkeit und Freiheit. 2 Bände, Bouvier, Bonn 1963.
  - Band I: Metaphysische Mediationen zur Fundamentalphilosphie.
  - Band II: Metaphysische Meditationen zur philosophischen Anthropologie.
- Beiträge zum Verständnis und zur Kritik Hegels sowie zur Umgestaltung seiner Geisteswelt. Bouvier, Bonn 1965. Hegel-Studien, Beiheft Nr. 2.
- Rationalität, Phänomenalität, Individualität. Bouvier, Bonn 1966.
- Heidelberger Bilderbuch. Erinnerungen. Bouvier, Bonn 1969.
- Paraphilosophica. 1969.
- Die Bärenwiese. 1969.
- Liebeslieder. 1969.
- Bilderbuch meiner Jugend. Erinnerungen. 2 Bände (1970).
- Paul Hensel. Der Sokrates von Erlangen Bouvier, Bonn 1972.
- Das Selbstbewußtsein. Bouvier, Bonn 1972.
- Paraphilosophika. Gesammelte Dichtungen. Scherpe, Krefeld 1974.
- Einführung in das Philosophieren. Bouvier, Bonn 1974.

## 書籍
- Christian Tilitzki: Die deutsche Universitätsphilosophie in der Weimarer Republik und im Dritten Reich. 1. Band, Akademie Verlag, Berlin 2001. Rezension
- Ernst Klee: Das Personenlexikon zum Dritten Reich. Wer war was vor und nach 1945? S. Fischer. Frankfurt am Main 2003. ISBN 3-596-16048-0.